# 艾伯康威 (英國國會選區)
艾伯康威（英語：Aberconwy），英國國會一郡選區，位於威爾斯西北部康威郡級自治市西部。始設於2010年。
2010年大選中，保守黨的吉托·貝伯以35.8%選票勝出該區當選。